# Masz kasę, kochanie
Masz kasę, kochanie (oryg. Money Hai Toh Honey Hai) – Bollywoodzka komedia realizowana przez choreografa Ganesha Acharyę (poprzedni film Swami). W oczekiwaniu na premierę. W rolach głównych Govinda i Celina Jaitley. W drugoplanowych Isha Koppikar, Upen Patel, Aftab Shivdasani i Manoj Bajpai. Fim kręcono w Mumbaju i na Mauritius.

## Obsada
- Govinda
- Celina Jaitley – Shruti
- Isha Koppikar
- Upen Patel – Manik
- Aftab Shivdasani
- Hansika Motwani
- Manoj Bajpai – Lala Bhai